# Johan Magnus af Nordin
Johan Magnus af Nordin, född 16 juni 1746 i Stockholm, död 15 mars 1823 i Valbo socken, var en svensk friherre, jurist och ämbetsman.

## Biografi
Nordin blev student vid Uppsala universitet 1763 och efter examen där auskultant i Svea hovrätt 1766, varefter han gjorde en förhållandevis snabb karriär inom ämbetsverken: extra ordinarie kanslist vid Kansliexpeditionen 1766;  extra ordinarie notarie 1767; vice notarie 1768; vice fiskal 1769; och 1770 både konstituerad och ordinarie landssekreterare i Gävleborgs län. Nordin uttryckte sin sympati för Gustav III:s statsvälvning och uppmärksammades av monarken som kallade honom till huvudstaden första gången under 1773. Han blev häradshövding i Gästrikland 1774 och lagman i Västernorrlands lagsaga 1777, men tycks ha hamnat i ett slags 'bakvatten' eftersom han trots viss kunglig gunst inte adlades förrän 1788, men därefter gick karriären å andra sidan spikrakt uppåt. Nordin - nu af Nordin - utnämndes samma år (1788) till tillförordnad landshövding i Gävleborgs län och efter visad lojalitet som troman på hemmaplan under Svensk-ryska kriget 1788–90, befordrades han till landshövding i Stora Kopparbergs län 1790, ett ämbete som han - med stor framgång och trots tidens stormar, som militärkuppen 1809 – behöll fram till 1812, då Karl XIII och hans övriga fiender såg till att han fick lämna sin tjänst. Friherre hade han blivit under Gustav IV Adolf, som uppskattade "Nordins redbogenhet i rikets tjänst och hans stora lojalitet mot kronan", år 1800. Han avled på Forsbacka herrgård i Gästrikland, vilken han i flera avseenden gjort till en mönsteregendom.
af Nordin stod efter 1788 i stor gunst hos Gustav III; han stödde till exempel tillsammans med flera andra nyadlade eller relativt "färska" adelsmän, kungens genomdrivande av Förenings- och säkerhetsakten vid riksdagen 1789 i Stockholm och användes som ståthållare vid Riksdagen i Gävle 1792, varvid hans "hårda nypor" uppmärksammades av Claes de Frietzky, Carl Fredrik Pechlin och andra oppositionsmän. Vid riksmötet 1800 tillhörde han de säkra rojalistiska korten och skötte "röstvärvningarna" i Ridderskapet och adeln med stor skicklighet, inte minst då det gällde den avgörande omröstningen i ståndet angående inlösningen av riksgäldssedlarna. Vid 1809 års riksdag uppträdde han som "försiktig gustavian" och stödde kronprins Gustavs arvsanspråk, men tvingades liksom den övriga kungatrogna oppositionen till tystnad, då kungafamiljens liv öppet hotades om oppositionen vidhöll sina krav på Gustavs val till tronföljare efter sin fars farbror hertig Karl. Hans sista riksdag var den 1812.

## Familj
Nordin gifte sig för första gången 1772, med Sara Lucia In de Betou (1748–1787) född i släkten In de Betou, dotter till politieborgmästaren i Stockholm Johan In de Betou och hans maka Vendla Wiesendorff och andra gången med Beata Charlotta Rosenborg (1765–1840), dotter till Anders Rosenborg och friherrinnan Christina Charlotta Funck.
Barn: Jacquette (1778–1818), gift med överste Teodor Nordenadler. Carl Johan (1780-84). Carl Johan af Nordin (1785–1850), statsråd och president. Sara Lovisa (1787–1829), gift med kapten Gustaf Leijonflycht och Beata Aurora (1803–1884), gift med statsrådet friherre Carl Henrik Gyllenhaal.